# Chmeľová
Chmeľová (hongrois : Komlóspatak) est un village de Slovaquie situé dans la région de Prešov.

## Histoire
Première mention écrite du village en 1414.

## Démographie

### Évolution de la population
| Année:               | 1994. | 2004.   | 2014.   | 2024.   |
| -------------------- | ----- | ------- | ------- | ------- |
| Nombre de personnes: | 386   | 399     | 390     | 364     |
| Différence:          |       | +3,36 % | -2,25 % | -6,66 % |

| Année:               | 2023. | 2024.   |
| -------------------- | ----- | ------- |
| Nombre de personnes: | 357   | 364     |
| Différence:          |       | +1,96 % |